# NGC 87
NGC 87 (другие обозначения — ESO 194-8, PGC 1357, AM 0018-485) — тусклая галактика южного полушария неба, находящаяся в созвездии Феникса; вместе с NGC 88, NGC 89 и NGC 92 входит в Квартет Роберта — компактную группу взаимодействующих галактик. Этот объект входит в число перечисленных в оригинальной редакции «Нового общего каталога».
NGC 87 является маломассивной неправильной галактикой, напоминающей спутник Млечного Пути — Большое Магелланово облако. Как и большинство неправильных галактик, NGC 87 не имеет чёткой структуры и ядра. Из-за наличия более 50 регионов интенсивного формирования звёзд галактика имеет голубой цвет. В 1994 году в галактике была зарегистрирована вспышка сверхновой звезды второго типа, имевшей во момент обнаружения блеск +14,6m — SN 1994Z.